# Conus abbreviatus
Conus abbreviatus es una especie de caracol de mar, un molusco gasterópodo marino de la familia Conidae.
Al igual que todas las especies dentro del género Conus, estos caracoles son depredadores y venenosos.

## Descripción
El caparazón de esta especie tiene puntos que son más distantes entre sí y regularmente algo más dispuestos que en el Conus miliaris.

## Distribución
Esta especie se encuentra en las islas hawaianas.

## Ecología
Al igual que todas las especies dentro del género Conus, estos caracoles son depredadores y venenosos. Son capaces de "picar" a los seres humanos y todo tipo de seres vivos, por lo tanto debe manipularse con cuidado o no hacerlo en absoluto.